# 1854 في سويسرا
فيما يلي قوائم الأحداث التي وقعت خلال عام 1854 في سويسرا.

## سياسة

### تعيين في المنصب
- 1 يناير – أوغستين كيلر عضو المجلس الوطني السويسري ‏.

## مواليد

### أبريل
- 5 أبريل – أنطون بون مدير فندق سويسري.

### سبتمبر
- 24 سبتمبر – روبرت كيلر عالم نبات سويسري.

## وفيات

### مايو
- 20 مايو – كارل لودويغ فون هالر (مواليد 1768) حقوقي سويسري.

### أكتوبر
- 22 أكتوبر – يرمياس جوتهلف (مواليد 1797) روائي سويسري.

### ديسمبر
- 26 ديسمبر – يوهان كونراد فيشر (مواليد 1773) سياسي سويسري.